# Erik Ågren
Erik Ågren (n. 3 ianuarie 1916, Strängnäs, Södermanlands län, Suedia – d. 3 iulie 1985, Hägersten City District⁠(d), Comitatul Stockholm, Suedia) a fost un boxer ce a reprezentat Suedia, medaliat olimpic. A participat la o ediție a Jocurilor Olimpice (1936) în care a câștigat o medalie de bronz.

## Participări
Lista de mai jos prezintă principalele competiții la care a participat Erik Ågren de-a lungul carierei.
- boxing at the 1936 Summer Olympics – lightweight[*]